# Shuhei Akasaki
Shuhei Akasaki (赤﨑 秀平 Shuhei Akasaki; Kagoshima, 1 de Setembro de 1991) é um futebolista japonês que atua como atacante no Kawasaki Frontale.

## Carreira
Shuhei Akasaki começou a carreira no Kashima Antlers.

## Títulos
Kashima Antlers
- Copa Suruga Bank: 2012, 2013
- Copa da Liga Japonesa: 2015
- J.League: 2016
- Copa do Imperador: 2016
- Supercopa do Japão: 2017
- Campeonato Japonês: 2018